# Чеховице-Дзедзице (гмина)
Чеховице-Дзедзице (пол. Czechowice-Dziedzice) — городско-сельская гмина (волость) в Польше, входит как административная единица в Бельский повет (силезский), Силезское воеводство. Население — 43 195 человек (на 2004 год).

## Демография
| Перепись                       | Всего   | Всего | Женщины | Женщины | Мужчины | Мужчины |
| ------------------------------ | ------- | ----- | ------- | ------- | ------- | ------- |
| Единицы                        | человек | %     | человек | %       | человек | %       |
| Население                      | 43 195  | 100   | 22 386  | 51,8    | 20 809  | 48,2    |
| Плотность населения (чел./км²) | 651,7   | 651,7 | 337,7   | 337,7   | 314     | 314     |

## Соседние гмины
1. Гмина Бествина
2. Бельско-Бяла
3. Гмина Хыбе
4. Гмина Гочалковице-Здруй
5. Гмина Ясеница
6. Гмина Пщина